# Grand Prix automobile d'Espagne 2017
GP précédent GP suivant
Le Grand Prix automobile d'Espagne 2017 (Formula 1 Gran Premio de España Pirelli 2017), disputé le 14 mai 2017 sur le circuit de Catalunya à Barcelone, est la 961e épreuve du championnat du monde de Formule 1 courue depuis 1950 et la cinquième manche du championnat 2017. Il s'agit de la quarante-septième édition du Grand Prix d'Espagne comptant pour le championnat du monde de Formule 1. L'épreuve se dispute pour la vingt-septième fois depuis 1991 sur le circuit catalan (contre neuf fois à Jarama, cinq fois à Jerez et quatre fois au Parc de Montjuich).
Pour 51 millièmes de secondes et au prix d'un troisième secteur de circuit particulièrement bien négocié, Lewis Hamilton devance Sebastian Vettel sur la première ligne de la grille de départ. Le triple champion du monde britannique réalise la soixante-quatrième pole position de sa carrière (à un départ en tête du total atteint par Ayrton Senna), sa troisième de la saison. Valtteri Bottas, en deuxième ligne sur l'autre Flèche d'Argent, précède la seconde Ferrari de Kimi Räikkönen. La hiérarchie établie lors des trois séances d'essais libres est confirmée en qualifications puisque les deux Red Bull Racing de Max Verstappen et  Daniel Ricciardo occupent la troisième ligne. Pour la première fois de la saison, Fernando Alonso atteint la troisième phase des qualifications. Il égale sa meilleure place sur une grille de départ au volant d'une McLaren-Honda, en réalisant le septième temps qui lui permet de partager la quatrième ligne avec Sergio Pérez.  
Tout au long des soixante-six tours de la course, Lewis Hamilton et Sebastian Vettel se livrent un combat intense pour la victoire et laissent leurs rivaux loin derrière : Daniel Ricciardo termine troisième à plus d'une minute, tous les autres étant repoussés à au moins un tour. À l'arrivée, avec trois secondes d'avance sur le pilote Ferrari, Hamilton remporte la cinquante-cinquième victoire de sa carrière, sa deuxième cette saison, et réalise son douzième hat-trick en Formule 1 grâce à son meilleur tour en course à deux tours de la fin. À l'extinction des feux, Vettel prend le meilleur départ et boucle les treize premiers tours en tête. Les stratégies s'affinent, Vettel perd du temps derrière Valtteri Bottas (qui abandonne plus tard sur casse moteur) après son premier arrêt, reprend les commandes quand Hamilton stoppe à son tour. Tout se joue ensuite sur le timing des deuxièmes arrêts au stand, et sur le choix de pneus (Vettel en médium, Hamilton en tendres). Après son second arrêt, Vettel ressort des stands roue dans roue avec Hamilton et lui résiste au premier freinage, puis durant quelques tours, mais il finit par céder le commandement au Britannique qui file vers la victoire après un dépassement imparable en bout de ligne droite facilité par l'aileron arrière mobile, dans la 44e boucle. « Je n'avais aucune chance. J'ai vu passer un train ! » observe Vettel à la radio. Derrière, Ricciardo obtient son premier podium de la saison et les deux Force India progressent, l'équipe étant la seule à avoir amené ses deux monoplaces dans les points dans les cinq premières courses de la saison ; Sergio Pérez termine quatrième devant Esteban Ocon. Nico Hülkenberg se classe sixième devant Carlos Sainz Jr. alors que Pascal Wehrlein, malgré une pénalité de 5 secondes, obtient les quatre premiers points de Sauber cette saison. Daniil Kvyat et Romain Grosjean prennent les points restants. La course de Kimi Räikkönen et de Max Verstappen s'est arrêtée dès le premier virage après un accrochage.
À l'issue de la course, les responsables de Force India se voient reprocher de ne pas avoir rendu assez visibles les numéros des pilotes sur les monoplaces. L'équipe est condamnée à une amende de 25 000 € assortie d'un sursis de 12 mois, sans remise en cause du classement final de l'épreuve.
Vettel mène toujours le championnat (104 points) devant Hamilton (98 points) ; suivent Bottas (resté à 63 points), Räikkönen (resté à 49 points), Ricciardo (49 points) et Verstappen (resté à 35 points). Mercedes garde la tête du championnat avec 161 points, devant Ferrari (153 points) et Red Bull Racing (72 points) ; suivent Force India (53 points), Scuderia Toro Rosso (21 points) qui passe Williams resté à 18 points, Renault (14 points) qui passe Haas (9 points) et Sauber qui marque ses 4 premiers points.

## Pneus disponibles
| Pneus pour piste sèche | Pneus pour piste sèche | Pneus pour piste sèche | Pneus pluie    | Pneus pluie |
| ---------------------- | ---------------------- | ---------------------- | -------------- | ----------- |
| Tendres                | Medium                 | Durs                   | Intermédiaires | Pluie       |

## Essais libres

### Première séance, le vendredi de 10 h à 11 h 30
| Pos. | Pilote           | Voiture            | Chrono         | Écart     |
| ---- | ---------------- | ------------------ | -------------- | --------- |
| 1    | Lewis Hamilton   | Mercedes           | 1 min 21 s 521 |           |
| 2    | Valtteri Bottas  | Mercedes           | 1 min 21 s 550 | + 0 s 029 |
| 3    | Kimi Räikkönen   | Ferrari            | 1 min 22 s 456 | + 0 s 935 |
| 4    | Sebastian Vettel | Ferrari            | 1 min 22 s 660 | + 1 s 079 |
| 5    | Max Verstappen   | Red Bull-TAG Heuer | 1 min 22 s 706 | + 1 s 185 |
| 6    | Daniel Ricciardo | Red Bull-TAG Heuer | 1 min 23 s 084 | + 1 s 563 |

- Sergey Sirotkin, pilote-essayeur chez Renault F1 Team, remplace Nico Hülkenberg lors de cette séance d'essais[3].

### Deuxième séance, le vendredi de 14 h à 15 h 30
| Pos. | Pilote           | Voiture            | Chrono         | Écart     |
| ---- | ---------------- | ------------------ | -------------- | --------- |
| 1    | Lewis Hamilton   | Mercedes           | 1 min 20 s 802 |           |
| 2    | Valtteri Bottas  | Mercedes           | 1 min 20 s 892 | + 0 s 090 |
| 3    | Kimi Räikkönen   | Ferrari            | 1 min 21 s 112 | + 0 s 310 |
| 4    | Sebastian Vettel | Ferrari            | 1 min 21 s 220 | + 1 s 079 |
| 5    | Max Verstappen   | Red Bull-TAG Heuer | 1 min 21 s 438 | + 0 s 636 |
| 6    | Daniel Ricciardo | Red Bull-TAG Heuer | 1 min 21 s 585 | + 0 s 783 |

- Le classement des six premiers est identique à celui de la séance d'essais libres du matin mais les écarts entre les Mercedes et les Ferrari puis les Red Bull se resserrent puisque seulement 783 millièmes de secondes séparent Hamilton, auteur du meilleur temps, de Ricciardo, sixième.

### Troisième séance, le samedi de 11 h à 12 h
| Pos. | Pilote           | Voiture            | Chrono         | Écart     |
| ---- | ---------------- | ------------------ | -------------- | --------- |
| 1    | Kimi Räikkönen   | Ferrari            | 1 min 20 s 214 |           |
| 2    | Sebastian Vettel | Ferrari            | 1 min 20 s 456 | + 0 s 242 |
| 3    | Lewis Hamilton   | Mercedes           | 1 min 20 s 595 | + 0 s 595 |
| 4    | Valtteri Bottas  | Mercedes           | 1 min 20 s 868 | + 0 s 654 |
| 5    | Max Verstappen   | Red Bull-TAG Heuer | 1 min 21s 025  | + 0 s 811 |
| 6    | Daniel Ricciardo | Red Bull-TAG Heuer | 1 min 21 s 249 | + 1 s 035 |

## Séances de qualifications

### Résultats des qualifications
| Pos.                                                                                      | Pilote            | Écurie               | Qualifications 1 | Qualifications 2 | Qualifications 3 |
| ----------------------------------------------------------------------------------------- | ----------------- | -------------------- | ---------------- | ---------------- | ---------------- |
| 1                                                                                         | Lewis Hamilton    | Mercedes             | 1 min 20 s 511   | 1 min 20 s 210   | 1 min 19 s 149   |
| 2                                                                                         | Sebastian Vettel  | Ferrari              | 1 min 20 s 939   | 1 min 20 s 295   | 1 min 19 s 200   |
| 3                                                                                         | Valtteri Bottas   | Mercedes             | 1 min 20 s 991   | 1 min 20 s 300   | 1 min 19 s 373   |
| 4                                                                                         | Kimi Räikkönen    | Ferrari              | 1 min 20 s 742   | 1 min 20 s 621   | 1 min 19 s 439   |
| 5                                                                                         | Max Verstappen    | Red Bull-TAG Heuer   | 1 min 21 s 430   | 1 min 20 s 722   | 1 min 19 s 706   |
| 6                                                                                         | Daniel Ricciardo  | Red Bull-TAG Heuer   | 1 min 21 s 704   | 1 min 20 s 855   | 1 min 20 s 175   |
| 7                                                                                         | Fernando Alonso   | McLaren-Honda        | 1 min 22 s 015   | 1 min 21 s 251   | 1 min 21 s 048   |
| 8                                                                                         | Sergio Pérez      | Force India-Mercedes | 1 min 21 s 998   | 1 min 21 s 239   | 1 min 21 s 070   |
| 9                                                                                         | Felipe Massa      | Williams-Mercedes    | 1 min 22 s 138   | 1 min 21 s 222   | 1 min 21 s 232   |
| 10                                                                                        | Esteban Ocon      | Force India-Mercedes | 1 min 21 s 901   | 1 min 21 s 148   | 1 min 21 s 272   |
| 11                                                                                        | Kevin Magnussen   | Haas-Ferrari         | 1 min 21 s 945   | 1 min 21 s 329   |                  |
| 12                                                                                        | Carlos Sainz Jr.  | Toro Rosso-Renault   | 1 min 21 s 941   | 1 min 21 s 371   |                  |
| 13                                                                                        | Nico Hülkenberg   | Renault              | 1 min 22 s 091   | 1 min 21 s 397   |                  |
| 14                                                                                        | Romain Grosjean   | Haas-Ferrari         | 1 min 21 s 822   | 1 min 21 s 517   |                  |
| 15                                                                                        | Pascal Wehrlein   | Sauber-Ferrari       | 1 min 22 s 327   | 1 min 21 s 803   |                  |
| 16                                                                                        | Marcus Ericsson   | Sauber-Ferrari       | 1 min 22 s 332   |                  |                  |
| 17                                                                                        | Jolyon Palmer     | Renault              | 1 min 22 s 401   |                  |                  |
| 18                                                                                        | Lance Stroll      | Williams-Mercedes    | 1 min 22 s 411   |                  |                  |
| 19                                                                                        | Stoffel Vandoorne | McLaren-Honda        | 1 min 22 s 532   |                  |                  |
| 20                                                                                        | Daniil Kvyat      | Toro Rosso-Renault   | 1 min 22 s 746   |                  |                  |
| Temps minimal à réaliser pour la qualification : 1 min 26 s 660 (107 % de 1 min 20 s 511) |                   |                      |                  |                  |                  |

### Grille de départ du Grand Prix
- Stoffel Vandoorne, auteur du dix-neuvième temps des qualifications, est pénalisé d'un recul de dix places après le changement du boîtier électronique de contrôle de sa McLaren et de nouvelles batteries ; il s'élance de la dernière place de la grille de départ[7].

## Course

### Classement de la course
| Pos. | no | Pilote            | Écurie               | Tours | Temps/Abandon                      | Grille | Points |
| ---- | -- | ----------------- | -------------------- | ----- | ---------------------------------- | ------ | ------ |
| 1    | 44 | Lewis Hamilton    | Mercedes             | 66    | 1 h 35 min 56 s 497 (192,057 km/h) | 1      | 25     |
| 2    | 5  | Sebastian Vettel  | Ferrari              | 66    | + 3 s 490                          | 2      | 18     |
| 3    | 3  | Daniel Ricciardo  | Red Bull-TAG Heuer   | 66    | + 1 min 15 s 820                   | 6      | 15     |
| 4    | 11 | Sergio Pérez      | Force India-Mercedes | 65    | + 1 tour                           | 8      | 12     |
| 5    | 31 | Esteban Ocon      | Force India-Mercedes | 65    | + 1 tour                           | 10     | 10     |
| 6    | 27 | Nico Hülkenberg   | Renault              | 65    | + 1 tour                           | 13     | 8      |
| 7    | 55 | Carlos Sainz Jr.  | Toro Rosso-Renault   | 65    | + 1 tour                           | 12     | 6      |
| 8    | 94 | Pascal Wehrlein   | Sauber-Ferrari       | 65    | + 1 tour (dont 5 s de pénalité)    | 15     | 4      |
| 9    | 26 | Daniil Kvyat      | Toro Rosso-Renault   | 65    | + 1 tour                           | 19     | 2      |
| 10   | 8  | Romain Grosjean   | Haas-Ferrari         | 65    | + 1 tour                           | 14     | 1      |
| 11   | 9  | Marcus Ericsson   | Sauber-Ferrari       | 64    | + 2 tours                          | 16     |        |
| 12   | 14 | Fernando Alonso   | McLaren-Honda        | 64    | + 2 tours                          | 7      |        |
| 13   | 19 | Felipe Massa      | Williams-Mercedes    | 64    | + 2 tours                          | 9      |        |
| 14   | 20 | Kevin Magnussen   | Haas-Ferrari         | 64    | + 2 tours                          | 11     |        |
| 15   | 30 | Jolyon Palmer     | Renault              | 64    | + 2 tours                          | 17     |        |
| 16   | 18 | Lance Stroll      | Williams-Mercedes    | 64    | + 2 tours                          | 18     |        |
| Abd. | 77 | Valtteri Bottas   | Mercedes             | 38    | Moteur                             | 3      |        |
| Abd. | 2  | Stoffel Vandoorne | McLaren-Honda        | 32    | Accrochage                         | 20     |        |
| Abd. | 33 | Max Verstappen    | Red Bull-TAG Heuer   | 1     | Accrochage                         | 5      |        |
| Abd. | 7  | Kimi Räikkönen    | Ferrari              | 0     | Accrochage                         | 4      |        |

### Pole position et record du tour
- Pole position :  Lewis Hamilton (Mercedes) en 1 min 19 s 149 (211,727 km/h)[9].
- Meilleur tour en course :  Lewis Hamilton (Mercedes) en 1 min 23 s 593 (200,471 km/h) au soixante-quatrième tour[10].

### Tours en tête
- Sebastian Vettel : 32 tours (1-13 / 25-43)[11]
- Lewis Hamilton : 31 tours (14-21 / 44-66)
- Valtteri Bottas : 3 tours (22-24)

## Classements généraux à l'issue de la course
| Pos. | Pilote           | Écurie               | Points |
| ---- | ---------------- | -------------------- | ------ |
| 1    | Sebastian Vettel | Ferrari              | 104    |
| 2    | Lewis Hamilton   | Mercedes             | 98     |
| 3    | Valtteri Bottas  | Mercedes             | 63     |
| 4    | Kimi Räikkönen   | Ferrari              | 49     |
| 5    | Daniel Ricciardo | Red Bull-TAG Heuer   | 37     |
| 6    | Max Verstappen   | Red Bull-TAG Heuer   | 35     |
| 7    | Sergio Pérez     | Force India-Mercedes | 34     |
| 8    | Esteban Ocon     | Force India-Mercedes | 19     |
| 9    | Felipe Massa     | Williams-Mercedes    | 18     |
| 10   | Carlos Sainz Jr. | Toro Rosso-Renault   | 17     |
| 11   | Nico Hülkenberg  | Renault              | 14     |
| 12   | Romain Grosjean  | Haas-Ferrari         | 5      |
| 13   | Pascal Wehrlein  | Sauber-Ferrari       | 4      |
| 14   | Kevin Magnussen  | Haas-Ferrari         | 4      |
| 15   | Daniil Kvyat     | Toro Rosso-Renault   | 4      |

| Pos. | Écurie               | Points |
| ---- | -------------------- | ------ |
| 1    | Mercedes             | 161    |
| 2    | Ferrari              | 153    |
| 3    | Red Bull-TAG Heuer   | 72     |
| 4    | Force India-Mercedes | 53     |
| 5    | Toro Rosso-Renault   | 21     |
| 6    | Williams-Mercedes    | 18     |
| 7    | Renault              | 14     |
| 8    | Haas-Ferrari         | 9      |
| 9    | Sauber-Ferrari       | 4      |

## Statistiques
Le Grand Prix d'Espagne 2017 représente :
- la 64e pole position de sa carrière pour Lewis Hamilton, sa troisième en Espagne[14] ;
- la 55e victoire de sa carrière pour Lewis Hamilton, sa seconde en Espagne[15] ;
- le 12e hat trick de Lewis Hamilton[16] ;
- la 67e victoire de Mercedes en tant que constructeur[17] ;
- la 153e victoire de Mercedes en tant que motoriste[18].

Au cours de ce Grand Prix :
- Sebastian Vettel passe la barre des 2 200 points inscrits en Formule 1 (2212 points)[19] ;
- Sergio Pérez passe la barre des 400 points inscrits en Formule 1 (401 points)[20] ;
- Sebastian Vettel est élu « Pilote du jour » lors d'un vote organisé sur le site officiel de la Formule 1[21] ;
- Tom Kristensen, octuple vainqueur des 24 Heures du Mans et sextuple vainqueur des 12 Heures de Sebring a été nommé conseiller par la FIA pour aider dans leurs jugements le groupe des commissaires de course[22].